# Слово (часопис, 1861)
Про львівський мовознавчий журнал 1936—1938 років див. статтю Слово (часопис, 1936)
«Слово» — галицький москвофільський часопис, висвітлював громадсько-політичні та літературні питання. Виходив у Львові упродовж 1861—1887 років (двічі на тиждень). З 1876 року «Слово» отримувало щорічну субсидію від російського уряду за «підтримку всього російського та боротьбу проти українофільського руху».

## Основні дані
Видавець і відповідальний редактор: Богдан А. Дідицький (1861—1871 ч.1-44), Венедикт Площанський (1871 ч. 45-101 — 1879 ч. 1-139, 1880 ч. 1-139, 1881—1884 ч. 1-139, 1885—1887 ч. 1-78).
Редактор-помічник: Микола Ф. Лісикевич (1867 ч. 60-102), Венедикт Площанський (1868—1869 ч. 1-26). Співредактор: Венедикт Площанський (1869 ч. 27-101 — 1871 ч. 1-44). За редакцію відповідає: Михайло Клемертович (1879 ч. 136—139 — 1881 ч. 1-11, 125—133, 1882 ч. 9-136, 1883—1884 ч. 1-139, 1886 ч. 74- 130, 131, 1887 ч. 42-54), Осип Мончаловський (1884 ч. 140—142/143 — 1886 ч. 1-8).
Друк: друкарня Ставропігійського інституту, Львів.
Наклад у перші місяці виходу: 1200—1500 примірників.
Перший номер вийшов 25 січня 1861 року. Упродовж 1861—1872 часопис виходив щосереди і щосуботи, 1872—1874 — у вівторок, четвер і суботу, 1875—1887 — у вівторок, четвер і суботу крім святкових днів.
Формат: 45,5 × 29 см (1861—1863), 51 × 37 см (1864—1887).
Обсяг числа: 4 сторінки, здвоєного числа — 6 сторінок.

## Тематика
«Слово» — перший громадсько-політичний і літературний часопис москвофільського спрямування у Львові. До його заснування спричинився відомий москвофільський громадський діяч Михайло Качковський, який вніс заставу 3000 гульденів і фінансово підтримував «Слово» в перші місяці діяльності. Також до часопису прихильно ставилося духовенство, митрополит Григорій Яхимович підтримував редакцію місячними внесками.
З 1870-х років видання за «підтримку всього російського та боротьбу проти українофільського руху» отримувало гроші від російського уряду, міністерства освіти Росії та Київського слов'янського комітету.
Перші роки «Слово» намагалося додати собі українського звучання, публікувало художні твори і наукові праці українською мовою. Однак унаслідок ослаблення міжнародної позиції Австрії, зокрема після поразки в австро-прусській війні 1866 року, часопис майже остаточно відмовився від народної українською мови, залишивши «язичіє», почав відверто пропагувати москвофільство і заявляти про можливість об'єднання Галичини з Російською імперією.
Важливе місце на шпальтах газети посідали матеріяли національно-політичного характеру, які торкалися гострих поточних питань, зокрема національної та соціальної політики: «О образованію народа», «Еще о нашей справѣ», «Наше нынішне состояніе», «О реформі школ краевых в Галичинѣ», «Осмотр политичный», «Настоящее положеніе галиціи и Буковины», «Наши дѣла»; обговорювали питання церкви та релігії, діяльності громадсько-політичних інституцій, зокрема сейму та промови послів сейму «Меморандум о нужденном положеніи греко-кат. духовенства в Галичинѣ», «Програмъ нашихъ пословъ соймовыхъ», «Соймовыи дѣла» тощо
Загалом, на сторінках «Слова» виходили статті політичного змісту, економічні замітки та «розправи», статті на теми народної освіти, дослідження з історії, літератури та мовознавства, спогади, життєписи визначних історичних, громадських, літературних і церковних діячів, художні твори.
До середини 1870-х художні твори, особливо українські, часто з'являлися на сторінках часопису, але поступово твори українських письменників зникли, натомість почали публікувати галицьких москвофілів (Богдан Дідицький, Іван Гушалевич, Софія Левицька), російських письменників (Костянтин Аксаков, Іван Тургенєв, Федір Тютчев, Микола Язиков) і перекладні твори — проза Олександра Дюма, Еміля Золя, Леопольда Захер-Мазоха та інших. В останні 10 років видання твори художньої літератури на сторінках часопису майже не з'являлися.
У певні роки, особливо 1881—1887, газета зазнавала цензури — влада конфісковувала всі примірники певного числа. 1875 року митрополит Йосиф (Сембратович) заборонив духівництву читати «Слово».
Найактивніші автори газети: Іван Гавришкевич, Яків Головацький, Адольф Добрянський, Антоній Петрушевич, Іван Наумович, Йосип Лозинський, Я. Коритко, Антін Могильницький, Осип Мончаловський, Михайло Попель, Орест Авдиковський, а з-поза меж Галичини — Антоній Зубко, Олександр Духнович, Олександр Кониський, Михайло Коялович, Анатолій Кралицький, Пантелеймон Куліш, ідеолог «російської народності» Михайло Погодін, Євген Фенцик та інші.
Мова часопису — переважно «язичіє».
Останнє число, № 78 за 1887 рік, вийшло 5(17) серпня 1887 року.